# Sybra obliquevittata
Sybra obliquevittata là một loài bọ cánh cứng trong họ Cerambycidae.